# Kauhajoki (rivière)
La rivière Kauhajoki (finnois : Kauhajoki) est un cours d'eau à Kauhajoki et Kurikka en Finlande,.

## Description
La rivière Kauhajoki prend source dans la zone de Lauhanvuori, à la frontière de Kauhajoki et d'Isojoki.
Après le centre-ville de Kauhajoki, dans le village d'Aronkylä, les rivières Kainastonjoki et Ikkelänjoki se jettent dans la Kauhajoki.
À Kurikka, le fleuve Kyrönjoki se forme à la confluence des rivières Kauhajoki et Jalasjoki.